# Josef Král
Josef Král (ur. 15 czerwca 1990 roku w Dvorze Králové nad Labem) – czeski kierowca wyścigowy.

## Kariera

### Formuła BMW
Karierę rozpoczął od kartingu, w 1998 roku. W 2004 roku zadebiutował w wyścigach samochodów jednomiejscowych, konkretnie w Czeskiej Formule 1400 (ukończył ją na 3. miejscu). Następnie przeniósł się do Niemieckiej Formuły BMW. W zespole Micánek Motorsport został sklasyfikowany na 12. pozycji. W kolejnym sezonie ponownie brał udział w brytyjskim odpowiedniku (w ekipie Räikkönen Robertson Racing). Sezon zakończył z tytułem wicemistrzowskim, nieznacznie ulegając Szwedowi Marcusowi Ericssonowi (zwyciężył w sześciu wyścigach). Na koniec sezonu wziął udział w Światowym Finale BMW, gdzie również zajął 2. miejsce. Z przyczyn technicznych został jednak zdyskwalifikowany. 

### Formuła Master
Na przełomie 2007 i 2008 roku wystąpił w jednej rundzie prestiżowego serialu A1 Grand Prix, w narodowych barwach swojego kraju. Priorytetową serią Czecha w tym czasie była jednak Międzynarodowa Formuła Master, w której brał udział w latach 2008–2009. W pierwszym podejściu w ekipie Team JVA zmagania zakończył na 6. pozycji, natomiast w drugim, w dużo bardziej konkurencyjnym JD Motorsport, na 3. miejscu, z dorobkiem dwóch zwycięstw. 

### Seria GP2
Dzięki udanym testom na torze Jerez, z zespołami Ocean Racing Technology i Piquet GP, Czechowi udało się podpisać kontrakt z brytyjską stajnią Super Nova Racing, na starty w azjatyckim i europejskim cyklu GP2, gdzie partnerował swojemu dawnemu rywalowi, Ericssonowi. 
W cyklu zimowym Czech spisał się nadspodziewanie dobrze w pierwszej rundzie, na torze w Abu Zabi, zajmując odpowiednio 5. i 3. miejsce w wyścigu. Były to jednak jedyne punkty, jakie Josefowi udało się uzyskać. Ostatecznie zmagania zakończył na 11. miejscu w końcowej klasyfikacji.
Udział w głównej edycji nie był udany dla Krala. W wyniku kontuzji poniesionej w drugim wyścigu na torze w Walencji, po spektakularnym wypadku, Czech był zmuszony opuścić pięć rund. Jego miejsce w zespole zajął Wenezuelczyk Rodolfo González. W ciągu czterech rund Josefowi nie udało się zdobyć punktów, najlepiej spisując się w drugim wyścigu, na ulicznym torze w Monako, w którym zajął ósmą lokatę. Po rekonwalescencji, Josef powrócił na ostatnią eliminację sezonu, która odbyła się na torze Yas Marina, w Abu Zabi. Kral spisał się znakomicie, dwukrotnie kończąc zmagania na premiowanych punktami pozycjach (ósme i piąte miejsce). Uzyskane punkty pozwoliły Czechowi zająć w końcowej klasyfikacji 24. lokatę.
W sezonie 2011 podpisał kontrakt z inną brytyjską stajnią - Arden International. W azjatyckim cyklu sięgnął po punkty w dwóch wyścigach w Abu Zabi, plasując się na szóstej i drugiej pozycji. W głównej edycji Czech sześciokrotnie znalazł się na premiowanych punktami lokatach. Podczas zawodów w Walencji oraz Belgii znalazł się na podium, kończąc zmagania na drugim i trzecim miejscu. W klasyfikacji generalnej usadowił się na 15. pozycji.

### Formuła 1
15 listopada zespół Hispania Racing F1 Team podał iż Kral został zaproszony na testy młodych kierowców w Abu Zabi na torze Yas Marina. Prawdopodobnie Josef zapłacił za jeden dzień testów 200 tys. euro.

## Statystyki
| Sezon   | Seria                         | Zespół                     | Wyścigi | Zwycięstwa | PP | NO | Podium | Punkty | Pozycja |
| ------- | ----------------------------- | -------------------------- | ------- | ---------- | -- | -- | ------ | ------ | ------- |
| 2005    | Czeska Formuła 1400           |                            |         |            |    |    |        |        | 3       |
| 2006    | Niemiecka Formuła BMW         | Micánek Motorsport         | 18      | 0          | 0  | 0  | 0      | 40     | 12      |
| 2007    | Brytyjska Formuła BMW         | Räikkönen Robertson Racing | 18      | 6          | 1  | 6  | 13     | 636    | 2       |
| 2007    | Niemiecka Formuła BMW         | ADAC Berlin-Brandenburg    | 2       | 0          | 0  | 0  | 1      | 56     | 25      |
| 2007–08 | A1 Grand Prix                 | A1 Team Czech              | 2       | 0          | 0  | 0  | 0      | 10     | 19      |
| 2008    | Międzynarodowa Formuła Master | Team JVA                   | 16      | 1          | 0  | 0  | 3      | 29     | 6       |
| 2009    | Międzynarodowa Formuła Master | JD Motorsport              | 16      | 2          | 1  | 3  | 6      | 62     | 3       |
| 2009–10 | Azjatycka Seria GP2           | Super Nova Racing          | 8       | 0          | 0  | 0  | 1      | 8      | 11      |
| 2010    | Seria GP2                     | Super Nova Racing          | 10      | 0          | 0  | 0  | 0      | 3      | 24      |
| 2011    | Seria GP2                     | Arden International        | 20      | 0          | 0  | 0  | 2      | 15     | 15      |
| 2011    | Azjatycka Seria GP2           | Arden International        | 4       | 0          | 0  | 0  | 1      | 8      | 10      |
| 2012    | Seria GP2                     | Barwa Addax                | 16      | 1          | 0  | 0  | 1      | 27     | 17      |
| 2013    | Auto GP World Series          | Zele Racing                | 2       | 0          | 0  | 0  | 0      | 0      | 23      |

## Wyniki w GP2
| Legenda oznaczeń w tabelach wyników Wyświetl szablon na nowej stronie | Legenda oznaczeń w tabelach wyników Wyświetl szablon na nowej stronie                                                                     |
| Oznaczenie                                                            | Wyjaśnienie |
| --------------------------------------------------------------------- | --- |
| Złoty                                                                 | Zwycięzca lub mistrzostwo |
| Srebrny                                                               | 2. miejsce lub wicemistrzostwo |
| Brązowy                                                               | 3. miejsce lub II wicemistrzostwo |
| Zielony                                                               | Ukończył, punktował (w klasyfikacji generalnej, gdy zdobył co najmniej jeden punkt na przestrzeni sezonu, poza trzema powyższymi opcjami) |
| Niebieski                                                             | Ukończył, nie punktował (w klasyfikacji generalnej, gdy nie zdobył co najmniej jednego punktu na przestrzeni sezonu)                      |
| Czerwony                                                              | Nie zakwalifikował się (NZ) |
| Czerwony                                                              | Nie prekwalifikował się (NPK) |
| Różowy                                                                | Nie ukończył (NU) |
| Różowy                                                                | Niesklasyfikowany (NS) (w klasyfikacji generalnej, gdy nie został sklasyfikowany w żadnym wyścigu sezonu)                                 |
| Czarny                                                                | Zdyskwalifikowany (DK) |
| Czarny                                                                | Wykluczony (WYK/EX) |
| Biały                                                                 | Nie wystartował (NW) |
| Biały                                                                 | Kontuzjowany (K/INJ) |
| Biały                                                                 | Wyścig odwołany (OD/C) |
| Bez koloru                                                            | Został wycofany (WYC/WD) |
| Bez koloru                                                            | Nie przybył (NP/DNA) |
| Bez koloru                                                            | Nie brał udziału w treningach (NT/DNP) |
| Bez koloru                                                            | Nie został zgłoszony (–) |
| Pogrubienie                                                           | Start z pole position |
| Kursywa                                                               | Najszybsze okrążenie wyścigu |
| †                                                                     | Nie ukończył, ale jego rezultat został zaliczony ze względu na przejechanie więcej niż 90% dystansu wyścigu.                              |
| *                                                                     | Sezon w trakcie |
| 1/2/3                                                                 | Punktowana pozycja w sprincie kwalifikacyjnym                                                                                             |
| Lista systemów punktacji Formuły 1                                    | |

| Rok  | Zespół              | Wyniki w poszczególnych eliminacjach | Wyniki w poszczególnych eliminacjach | Wyniki w poszczególnych eliminacjach | Wyniki w poszczególnych eliminacjach | Wyniki w poszczególnych eliminacjach | Wyniki w poszczególnych eliminacjach | Wyniki w poszczególnych eliminacjach | Wyniki w poszczególnych eliminacjach | Wyniki w poszczególnych eliminacjach | Wyniki w poszczególnych eliminacjach | Wyniki w poszczególnych eliminacjach | Wyniki w poszczególnych eliminacjach | Wyniki w poszczególnych eliminacjach | Wyniki w poszczególnych eliminacjach | Wyniki w poszczególnych eliminacjach | Wyniki w poszczególnych eliminacjach | Wyniki w poszczególnych eliminacjach | Wyniki w poszczególnych eliminacjach | Wyniki w poszczególnych eliminacjach | Wyniki w poszczególnych eliminacjach | Wyniki w poszczególnych eliminacjach | Wyniki w poszczególnych eliminacjach | Wyniki w poszczególnych eliminacjach | Wyniki w poszczególnych eliminacjach | Punkty | Pozycja |
| ---- | ------------------- | ------------------------------------ | ------------------------------------ | ------------------------------------ | ------------------------------------ | ------------------------------------ | ------------------------------------ | ------------------------------------ | ------------------------------------ | ------------------------------------ | ------------------------------------ | ------------------------------------ | ------------------------------------ | ------------------------------------ | ------------------------------------ | ------------------------------------ | ------------------------------------ | ------------------------------------ | ------------------------------------ | ------------------------------------ | ------------------------------------ | ------------------------------------ | ------------------------------------ | ------------------------------------ | ------------------------------------ | ------ | ------- |
| 2010 | Super Nova Racing   | ESP                                  | ESP                                  | MON                                  | MON                                  | TUR                                  | TUR                                  | VAL                                  | VAL                                  | GBR                                  | GBR                                  | DEU                                  | DEU                                  | HUN                                  | HUN                                  | BEL                                  | BEL                                  | ITA                                  | ITA                                  | ARE                                  | ARE                                  |                                      |                                      |                                      |                                      | 3      | 24      |
| 2010 | Super Nova Racing   | 12                                   | 19                                   | 13                                   | 8                                    | 15                                   | 14                                   | NU                                   | NU                                   | -                                    | -                                    | -                                    | -                                    | -                                    | -                                    | -                                    | -                                    | -                                    | -                                    | 8                                    | 5                                    |                                      |                                      |                                      |                                      | 3      | 24      |
| 2011 | Arden International | TUR                                  | TUR                                  | ESP                                  | ESP                                  | MON                                  | MON                                  | VAL                                  | VAL                                  | GBR                                  | GBR                                  | DEU                                  | DEU                                  | HUN                                  | HUN                                  | BEL                                  | BEL                                  | ITA                                  | ITA                                  |                                      |                                      |                                      |                                      |                                      |                                      | 15     | 15      |
| 2011 | Arden International | 13                                   | 6                                    | 9                                    | 21†                                  | 6                                    | 2                                    | 8                                    | NU                                   | 23                                   | 20                                   | 19                                   | 11                                   | 9                                    | 17                                   | 8                                    | 3                                    | NU                                   | 17                                   |                                      |                                      |                                      |                                      |                                      |                                      | 15     | 15      |
| 2012 | Barwa Addax         | MAL                                  | MAL                                  | BHR                                  | BHR                                  | BHR                                  | BHR                                  | ESP                                  | ESP                                  | MON                                  | MON                                  | VAL                                  | VAL                                  | GBR                                  | GBR                                  | DEU                                  | DEU                                  | HUN                                  | HUN                                  | BEL                                  | BEL                                  | ITA                                  | ITA                                  | SIN                                  | SIN                                  | 27     | 17      |
| 2012 | Barwa Addax         | 14                                   | 9                                    | -                                    | -                                    | -                                    | -                                    | 20                                   | 16                                   | NU                                   | 10                                   | DK                                   | 11                                   | 16                                   | 10                                   | 12                                   | 13                                   | 24†                                  | 17                                   | 4                                    | 1                                    | -                                    | -                                    | -                                    | -                                    | 27     | 17      |

## Wyniki w Azjatyckiej Serii GP2
| Legenda oznaczeń w tabelach wyników Wyświetl szablon na nowej stronie | Legenda oznaczeń w tabelach wyników Wyświetl szablon na nowej stronie                                                                     |
| Oznaczenie                                                            | Wyjaśnienie |
| --------------------------------------------------------------------- | --- |
| Złoty                                                                 | Zwycięzca lub mistrzostwo |
| Srebrny                                                               | 2. miejsce lub wicemistrzostwo |
| Brązowy                                                               | 3. miejsce lub II wicemistrzostwo |
| Zielony                                                               | Ukończył, punktował (w klasyfikacji generalnej, gdy zdobył co najmniej jeden punkt na przestrzeni sezonu, poza trzema powyższymi opcjami) |
| Niebieski                                                             | Ukończył, nie punktował (w klasyfikacji generalnej, gdy nie zdobył co najmniej jednego punktu na przestrzeni sezonu)                      |
| Czerwony                                                              | Nie zakwalifikował się (NZ) |
| Czerwony                                                              | Nie prekwalifikował się (NPK) |
| Różowy                                                                | Nie ukończył (NU) |
| Różowy                                                                | Niesklasyfikowany (NS) (w klasyfikacji generalnej, gdy nie został sklasyfikowany w żadnym wyścigu sezonu)                                 |
| Czarny                                                                | Zdyskwalifikowany (DK) |
| Czarny                                                                | Wykluczony (WYK/EX) |
| Biały                                                                 | Nie wystartował (NW) |
| Biały                                                                 | Kontuzjowany (K/INJ) |
| Biały                                                                 | Wyścig odwołany (OD/C) |
| Bez koloru                                                            | Został wycofany (WYC/WD) |
| Bez koloru                                                            | Nie przybył (NP/DNA) |
| Bez koloru                                                            | Nie brał udziału w treningach (NT/DNP) |
| Bez koloru                                                            | Nie został zgłoszony (–) |
| Pogrubienie                                                           | Start z pole position |
| Kursywa                                                               | Najszybsze okrążenie wyścigu |
| †                                                                     | Nie ukończył, ale jego rezultat został zaliczony ze względu na przejechanie więcej niż 90% dystansu wyścigu.                              |
| *                                                                     | Sezon w trakcie |
| 1/2/3                                                                 | Punktowana pozycja w sprincie kwalifikacyjnym                                                                                             |
| Lista systemów punktacji Formuły 1                                    | |

| Rok       | Zespół              | Wyniki w poszczególnych eliminacjach | Wyniki w poszczególnych eliminacjach | Wyniki w poszczególnych eliminacjach | Wyniki w poszczególnych eliminacjach | Wyniki w poszczególnych eliminacjach | Wyniki w poszczególnych eliminacjach | Wyniki w poszczególnych eliminacjach | Wyniki w poszczególnych eliminacjach | Punkty | Pozycja |
| --------- | ------------------- | ------------------------------------ | ------------------------------------ | ------------------------------------ | ------------------------------------ | ------------------------------------ | ------------------------------------ | ------------------------------------ | ------------------------------------ | ------ | ------- |
| 2009/2010 | Super Nova Racing   | ARE                                  | ARE                                  | ARE                                  | ARE                                  | BHR                                  | BHR                                  | BHR                                  | BHR                                  | 8      | 11      |
| 2009/2010 | Super Nova Racing   | 5                                    | 3                                    | 9                                    | NU                                   | 21                                   | 11                                   | 16                                   | 10                                   | 8      | 11      |
| 2011      | Arden International | ARE                                  | ARE                                  | ITA                                  | ITA                                  |                                      |                                      |                                      |                                      | 8      | 10      |
| 2011      | Arden International | 6                                    | 2                                    | 12                                   | 9                                    |                                      |                                      |                                      |                                      | 8      | 10      |